# Якушин, Михаил Нестерович
Михаи́л Не́стерович Яку́шин (17 сентября 1910—5 июля 1999) — советский военный лётчик, генерал-майор авиации (03.08.1953).

## Биография
Родился в 1910 году в городе Егорьевске Рязанской губернии в семье рабочего-текстильщика. Русский. В 1926 году окончил школу ФЗУ, работал подмастерьем на ткацкой фабрике «Вождь пролетариата». Поступил в Московский текстильный техникум, в 1931 году вступил ВКП(б), а через год со 2-го курса был призван в армию.

### Военная служба
7 мая 1932 года направлен на учёбу в Ленинградскую военно-теоретическую школу летчиков. После её окончания с декабря продолжил обучение в 14-й военной школе летчиков в город Энгельс. В декабре 1934 года, по завершении обучения, он был направлен в 119-ю истребительную авиационную эскадрилью 95-й Бакинской истребительной авиационной бригады ЗакВО в городе Баку, где исполнял должность младшего и старшего летчика, врид командира звена, штурмана авиаотряда.
В период с 30 мая по 20 ноября 1937 года летчиком, командиром звена и эскадрильи участвовал в национально-революционной войне в Испании. С мая по октябрь 1937 года одержал 6 воздушных побед (5 лично и 1 в составе группы). Первый пилот, сбивший самолёт противника в ночном бою (26 июля 1937 в паре с Анатолием Серовым) за что был награждён республиканским правительством Испании золотыми часами и легковым автомобилем «Крайслер Империал». За боевые отличия в этой войне Якушин был награждён двумя орденами Красного Знамени.
С июня 1938 года исполнял должность старшего инспектора летной инспекции Военного совета Управления ВВС РККА, участвовал в национально-освободительной войне в Китае, в звании капитана командовал группой истребителей И-15бис. с ноября 1939 года — инспектора-летчика истребительной авиации Летно-технической инспекции учебно-боевой подготовки ВВС Красной армии, наряду со службой, командовал особой пятеркой истребителей И-16, предназначенной для показа фигур высшего пилотажа во время парадов. С началом Советско-финляндской войны 1939—1940 гг. майор Якушин был командирован на Северо-Западный фронт, где вступил в должность заместителя командующего ВВС 14-й армии. За боевые отличия он был награждён орденом Красной Звезды. По окончании боевых действий с апреля по август 1940 года принимал участие в испытании самолёта И-200 (МиГ-3) на заводе № 1. В сентябре вновь назначен инспектором-летчиком истребительной авиации Инспекции ВВС Красной армии при НКО СССР. С марта 1941 года назначается заместителем командира 88-го истребительного авиаполка ВВС МВО.

### Великая Отечественная война
В начале Великой Отечественной войны майор Якушин с июля 1941 года занимал должность заместителя командира 6-го истребительного авиакорпуса ПВО Москвы, соединения и части которого принимали участие в отражении массированных налетов авиации противника на Москву. С октября 1942 года был старшим инспектором и начальником отдела истребительной авиации Инспекции ВВС Красной армии, занимался распространением и внедрением опыта войны в частях, инспектировал части и школы ВВС. Неоднократно выезжал в действующую армию (на Волховский и Северо-Западный фронты).
В марте 1943 года полковник Якушин назначается командиром 215-й истребительной авиационной дивизии, входившей в состав 2-го истребительного авиакорпуса 3-й воздушной армии Калининского фронта. В апреле, после Ржевско-Вяземской операции, дивизия в составе корпуса была выведена в резерв Ставки ВГК, затем подчинена 1-й воздушной армии Западного фронта. С июня 1943 года и до конца войны она входила в 8-й истребительный авиакорпус, который вел боевые действия в составе 1-, 16- и 4-й воздушных армий, действовал на Калининском, Западном, Степном, 1-м и 2-м Белорусских фронтах. Части дивизии успешно действовали в Спас-Деменской, Смоленской, Белорусской, Восточно-Померанской и Берлинской наступательных операциях. Они выполняли задачи по завоеванию господства в воздухе, вели борьбу с авиацией противника, осуществляли сопровождение штурмовой и бомбардировочной авиации, штурмовку вражеских аэродромов, войск и резервов. 29 июня 1944 года был легко ранен в кисть левой руки и голень левой ноги. Всего за время войны части дивизии произвели 9413 боевых самолёто-вылетов. В проведенных 297 воздушных боях было сбито 386 самолётов противника, а также 2 самолёта-снаряда. За успешное выполнение заданий командования в боях с немецко-фашистскими войсками ей было присвоено почетное наименование "Танненбергская ", и она была награждена орденом Красного Знамени. Лично полковник Якушин имел на своем счету к концу войны 13 успешных боевых вылетов.
За время войны комдив Якушин был 11 раз персонально упомянут в благодарственных приказах Верховного Главнокомандующего.

### Послевоенное время
После войны полковник Якушин продолжал командовать этой дивизией в СГВ. После расформирования дивизии в декабре 1945 года он назначен командиром 269-й истребительной авиадивизии. С ноября 1947 по декабрь 1949 года находился на учёбе в Высшей военной академии им. К. Е. Ворошилова, затем был назначен заместителем командующего ВВС МВО. С февраля по октябрь 1950 года находился в спецкомандировке в Китае, за что 15 декабря 1950 года был награждён орденом Красного Знамени. С октября 1951 года исполнял должность командующего ВВС СКВО, с июня 1953 года — помощник командующего ВВС округа. С ноября 1953 года был начальником отдела боевой подготовки истребительной авиации — начальником подготовки истребительной авиации Управления боевой подготовки ВВС. С сентября 1957 года исполнял должность заместителя начальника Управления вузов ВВС, с января 1961 года — заместителя начальника вузов ВВС. В период с января по декабрь 1959 года находился в служебной командировке в Объединённой Арабской республике. В декабре 1970 года уволен в запас. Проживал в городе Москва. Указом Президента Российской Федерации от 7 ноября 1995 года награждён орденом Жукова.
Умер 5 июля 1999 года. Урна с прахом захоронена в колумбарии 11б Донского кладбища.

## Награды
- орден Жукова (07.11.1995[3])
- орден Ленина (29.05.1945[4])
- шесть орденов Красного Знамени (в том числе 31.07.1937[5], 22.10.1937[5], 15.11.1950[1], 20.04.1953[6] 18.12.1956)
- два ордена Кутузова II степени (23.07.1944[7], 10.04.1945[8])
- орден Отечественной войны I степени (06.04.1985[9])
- два ордена Красной Звезды (07.05.1940[5], 06.11.1947[6])

медали в том числе:
- - «За боевые заслуги» (03.11.1944[6])
  - «За оборону Ленинграда»
  - «За оборону Москвы»
  - «За победу над Германией в Великой Отечественной войне 1941—1945 гг.»
  - «За освобождение Варшавы»
  - «Ветеран Вооружённых Сил СССР»
- знак «50 лет пребывания в КПСС»

Приказы (благодарности) Верховного Главнокомандующего в которых отмечен М. Н. Якушин.
- За овладение штурмом городом и крепостью Осовец — мощным укрепленным районом обороны немцев на реке Бобр, прикрывающим подступы к границам Восточной Пруссия. 14 августа 1944 года № 166.
- За овладение штурмом городами Найденбург, Танненберг, Едвабно и Аллендорф — важными опорными пунктами обороны немцев. 21 января 1945 года. № 239.
- За овладение городом Алленштайн — важным узлом железных и шоссейных дорог я сильно укрепленным опорным пунктом немцев, прикрывающим с юга центральные районы Восточной Пруссии. 22 января 1945 года. № 242.
- За овладение штурмом городом Эльбинг — крупным узлом коммуникаций и мощным опорным пунктом обороны немцев на правом берегу Вислы, прикрывающим подступы к Данцигской бухте. 10 февраля 1945 года. № 271.
- За овладение городом и крепостью Гданьск (Данциг) — важнейшим портом и первоклассной военно-морской базой немцев на Балтийском море. 30 марта 1945 года. № 319.
- За овладение главным городом Померании и крупным морским портом Штеттин, а также захват городов Гартц, Пенкун, Казеков, Шведт. 26 апреля 1945 года. № 344.
- За овладение городами Штральзунд, Гриммен, Деммин, Мальхин, Варен, Везенберг — важными узлами дорог и сильными опорными пунктами обороны немцев. 1 мая 1945 года. № 354.
- За овладение городами Росток, Варнемюнде — крупными портами и важными военно-морскими базами немцев на Балтийском море, а также захват городов Рибнитц, Марлов, Лааге, Тетерев, Миров. 2 мая 1945 года. № 358.
- За овладение городами Барт, Бад-Доберан, Нойбуков, Варин, Виттенберге и соединение на линии Висмар — Виттенберге с союзными нам английскими войсками. 3 мая 1945 года. № 360.
- За овладение городом Свинемюнде — крупным портом и военно-морской базой немцев на Балтийском море. 5 мая 1945 года. № 362.
- За форсирование пролива Штральзундерфарвассер, и полное овладение островом Рюген. 6 мая 1945 года. № 363.

Других государств
- орден «Крест Грюнвальда» III степени (ПНР)[5]
- крест Храбрых (ПНР)[5]
- Медаль «За Одру, Нису и Балтику» (ПНР)
- Медаль «Китайско-советской дружбы» (КНР)